# Орден Мубарака Великого
Орден Мубарака Великого (Wisam al-Mubarak al-Kabir) — лицарський орден Кувейту.

## Історія
Орден було започатковано 16 липня 1974 року в пам'ять про Мубарака аль-Сабаха, прозваного Великим, шейха Кувейту з 1896 до 1915 року, який 1897 домігся проголошення незалежності від Османської імперії.

## Порядок нагородження
Орден вручається главам держав та іноземним представникам королівських родин на знак дружби.

## Знаки ордена
Знак ордена є золотим медальйоном з декоративним кільцем із квітковими мотивами. В центрі медальйону зображено вітрильник (національну емблему емірату).
Стрічка Гранд-офіцера є темно-синьою із білими смугами по краях.

## Ступені
- Кавалер (Qiladat al-Mubarak al-Kabir) для глав держав
- Гранд-офіцер (Qashah al-Mubarak al-Kabir) для іноземних принців та принцес